# София Ягелонка
София Ягелонка (на немски: Sofia Jagiellonica, на полски: Zofia Jagiellonka; * 6 май 1464, Краков, Полша; † 5 октомври 1512, Ансбах) е полска и латвийска принцеса от фамилията Ягелони и Хабсбург и чрез женитба маркграфиня на Бранденбург-Кулмбах и Бранденбург-Ансбах.

## Живот
Тя е дъщеря на полския крал Кажимеж IV Ягелончик и Елизабет Хабсбург, дъщеря на римско-немския крал Алберт II. Сестра е на Владислав II, който от 1471 г. е крал на Бохемия.
София е сгодена през 1468 г. за принц Максимилиан I, син и наследник на император Фридрих III, но годежът е развален. Тя се омъжва на 14 февруари 1479 г. във Франкфурт на Одер за Фридрих II фон Бранденбург-Ансбах (1460 – 1536) от фамилията Хоенцолерн, маркграф на Бранденбург-Ансбах от 1486 до 1515 г. и Бранденбург-Кулмбах от 1495 до 1515 г.
София умира на 5 октомври 1512 г. в Ансбах. Тя е погребана в манастрира в Хайлсброн.

## Деца
София и Фридрих II имат 17 деца:
- Елизабет (*/† 1480)
- Казимир (1481 – 1527), маркграф на Бранденбург-Кулмбах
- Маргарета (1483 – 1532)
- Георг (1484 – 1543), маркграф на Бранденбург-Ансбах
- София (1485 – 1537), ∞ 1518 херцог Фридрих II фон Легница (1480 – 1537)
- Анна (1487 – 1539), ∞ 1518 херцог Венцел II фон Тешин
- Барбара (1488 – 1490)
- Албрехт (1490 – 1568), Велик магистър на Тевтонския орден и първият херцог на Прусия
- Фридрих (1491 – 1497)
- Йохан (1493 – 1525), вицекрал на Валенция
- Елизабет (1494 – 1518), ∞ 1510 маркграф Ернст I фон Баден-Дурлах (1482 – 1553)
- Барбара (1495 – 1552), ∞ 1528 ландграф Георг III фон Лойхтенберг (1502 – 1555)
- Фридрих (1497 – 1536), диригент на църковен хор във Вюрцбург и Залцбург
- Вилхелм (1498 – 1563), архиепископ на Рига
- Йохан Албрехт (1499 – 1550), архиепископ на Магдебург
- Фридрих Албрехт (1501 – 1504)
- Гумпрехт (1503 – 1528), домхер в Бамберг, папски дипломат